# Noel Snyder
Noel Friedrich Ralph Snyder (* 25. Dezember 1938), häufig als Noel Snyder oder Noel F. R. Snyder bekannt, ist ein US-amerikanischer Ornithologe, Naturschützer und Sachbuchautor.

## Leben
1962 graduierte Snyder am Swarthmore College zum Bachelor of Arts in Biologie. 1966 wurde er mit der Dissertation An Alarm Reaction of Aquatic Gastropods to Intraspecific Extract zum Ph.D. an der Cornell University promoviert. 1967 heiratete er die Biologin Helen Andrus Fessenden. 
Snyder war zunächst Lehrer und Forscher an der University of South Florida in Tampa. Von 1972 bis 1976 war er Assistenzprofessor für Biologie beim United States Fish and Wildlife Service und Biologe beim Endangered Wildlife Research Program, wo er Forschungs- und Naturschutzprogramme für die Puerto-Rico-Amazone (Amazona vittata) und den Everglades-Schneckenweih (Rostrhamus sociabilis plumbeus) leitete. 
Von 1980 bis 1986 gehörte er mit seiner Frau zu den Organisatoren des Schutzprogramms für den Kalifornienkondor. Als Snyder 1980 dem Programm beitrat, waren nur ungefähr zwanzig Kalifornienkondore in der Wildnis bekannt. Bis 2008 gab es dank eines umstrittenen Zuchtprogramms, das von Snyders Team eingeführt wurde, ungefähr 200 Kalifornienkondore in freier Wildbahn und 60 in menschlicher Obhut. Von einigen Umweltschützern zu Beginn der Bemühungen scharf kritisiert, gewann Snyder schließlich Anerkennung für die Rettung des Kalifornienkondors. Hierüber veröffentlichte er gemeinsam mit seiner Frau im Jahr 2000 das Buch The California Condor: A Saga of Natural History and Conservation. Von 1989 bis 1998 leitete Snyder das Papageienprogramm des Wildlife Trust in Philadelphia.
In seinen Büchern befasst er sich überwiegend mit gefährdeten beziehungsweise ausgestorbenen Arten, dazu zählen The Parrots of Luquillo: Natural History and Conservation of the Puerto Rican Parrot (1987), Birds of Prey: Natural History and Conservation of North American Raptors (1991), Parrots: Status Survey and Conservation Action Plan, 2000–2004 (2000), The Carolina Parakeet: Glimpses of a Vanished Bird (2004) und The Travails of Two Woodpeckers: Ivory-bills & Imperials (2009).
Neben seiner wissenschaftlichen Karriere ist Snyder Cellist. 1961 erlangte er den Bachelor of Music am Curtis Institute of Music, wo er bei Leonard Rose studierte, und er war Gründungsmitglied des Bay Festival String Quartet in Rockport, Maine.
1989 erhielt Snyder die William-Brewster-Medaille der American Ornithologists’ Union.